# Aucun express
 (juillet 2018).
Si vous disposez d'ouvrages ou d'articles de référence ou si vous connaissez des sites web de qualité traitant du thème abordé ici, merci de compléter l'article en donnant les références utiles à sa vérifiabilité et en les liant à la section « Notes et références ».
Pistes de Fantaisie militaire
Samuel Hall Au pavillon des lauriers
Aucun express est une chanson d'Alain Bashung parue sur l'album Fantaisie militaire, en 1998. Elle est connue pour être la dernière chanson enregistrée du groupe Noir Désir le mois de sa séparation en 2010.

## Historique
La chanson comme le reste de l'album résulte d'un très long processus de création supervisée par l'artiste au studio Miraval en Provence.
Les paroles comparent les formes de la femme à un voyage.

## Reprise de Noir Désir et séparation
Singles de Noir Désir
Gagnants/Perdants / Le Temps des cerises FIN
En 2010, la chanson est reprise par le groupe Noir Désir pour l'album hommage Tels Alain Bashung qui sort l'année suivante. Ce sera la troisième et dernière chanson (après Gagnant / perdants et Le Temps des Cerises en 2008) qui sera enregistrée par le groupe après l'incarcération du chanteur Bertrand Cantat pour l'homicide involontaire de Marie Trintignant.
La chanson est réalisée dans un contexte particulier : après l'enregistrement de la chanson en novembre, le groupe se retrouve le 28 novembre pour dîner de travail à la Brasserie des Arts à Bordeaux pour fêter l'achèvement de la chanson dont le mixage s'est terminé ce jour-ci. Mais une dispute éclate au cours de la soirée, ce qui met fin au groupe le lendemain,,.
Un an après la séparation, la chanson apparait sur leur compilation Soyons désinvoltes, n'ayons l'air de rien.

### Crédits
- Bertrand Cantat : chant
- Serge Tessot-Gay : guitare
- Denis Barthe : batterie
- Jean-Paul Roy : basse
- Christine Ott : ondes Martenot